# Dulov
Dulov (Hongaars: Dúlóújfalu) is een Slowaakse gemeente in de regio Trenčín, en maakt deel uit van het district Ilava.
Dulov telt 928 inwoners.